# Грейнджер, Холлидей
Хо́ллидей Кларк Гре́йнджер (англ. Holliday Clark Grainger; род. 27 марта 1988, Дидсбери, Большой Манчестер) — британская актриса кино, театра и телевидения; номинант премии «Спутник» и лауреат премии BAFTA.

## Ранняя жизнь и образование
Родилась 27 марта 1988 года в пригороде Дидсбери, графство Большой Манчестер. Её дед по материнской линии был итальянцем. У неё есть две сестры, Марианна и Энн, и брат Эндрю. Является крёстной матерью своей племяннице Кендре (дочери сестры Марианны).
С 1999 по 2006 года обучалась в средней школе «Паррс Вуд». В 2007 году поступила в Лидский университет, чтобы изучать английскую литературу. Из-за плотного графика съёмок позже перевелась в Открытый университет.

## Карьера
Первую актёрскую роль получила в пять лет в комедийно-драматическом сериале BBC «На фронте Престона без перемен». Затем последовали эпизодические роли в таких телесериалах, как «Катастрофа», «Врачи» и «Дэлзил и Пэскоу». Также сыграла сыграла Меган Бут в «Там, где сердце», Стейси Эпплярд в «Улице Ватерлоо» и Софию в «Мерлине».
В 2011 году стала сниматься в телесериале «Борджиа» в роли Лукреции Борджиа; роль папы Александра VI исполнил Джереми Айронс. За эту роль Грейнджер была номинирована на «Золотую нимфу» в категории «Лучшая женская роль в драматическом телесериале» на телевизионном фестивале в Монте-Карло в 2011 году. Проект Нила Джордана, который снимали в Венгрии, продлился три сезона.
После роли Эмили в фильме «Книга скаутов для мальчиков» (2009) сыграла одну из сестёр Риверс в фильме Кэри Фукунаги «Джейн Эйр» 2011 года. Главные роли исполнили Миа Васиковска и Майкл Фассбендер. В том же году появилась во второстепенной роли в фильме «Милый друг» с Робертом Паттинсоном и Умой Турман.
В июне 2011 года получила главную роль Эстеллы в фильме Майка Ньюэлла «Большие надежды» с Джереми Ирвином и Хеленой Бонем Картер. Европейская премьера фильма, до этого показанного на Международном кинофестивале в Торонто в 2012 году, состоялась во время закрытия Лондонского кинофестиваля. Исполнила эпизодическую роль баронессы Шилтон в фильме «Анна Каренина» (2012).
В 2013 году сыграла Бонни Паркер в телевизионном мини-сериале «Бонни и Клайд». Исполнила одну из главных женских ролей в фильме 2014 года «Клуб бунтарей» с Максом Айронсом. В том же году появилась в постановке пьесы Антона Павловича Чехова «Три сестры» в театре Саутуарка.
В 2015 году исполнила роль Анастасии Тремейн, сводной сестры Золушки, в киноверсии «Золушки» режиссёра Кеннета Браны. В 2016 году снялась в диснеевском фильме «И грянул шторм».
20 июня 2016 года, во Всемирный день беженцев, Грейнджер и Джек О’Коннелл появились в фильме УВКБ ООН «Дом», направленном на повышение осведомлённости о глобальном кризисе беженцев. В фильме семья совершает обратную миграцию в центр зоны боевых действий. Он создан на основе первичных сообщений о беженцах и является частью кампании УВКБ ООН #WithRefugees, которая также включает в себя обращение к правительствам с просьбой расширить программу предоставления убежища. «Дом», автором сценария и режиссёром которого является Дэниел Маллой, получил премию BAFTA и «Золотого льва» на Международном фестивале творчества «Каннские львы», а также множество других наград.
В 2017 году появилась в экранизации романа «Тюльпанная лихорадка» с Алисией Викандер. С 2017 года играет Робин Эллакотт в телесериале «Страйк» по мотивам романов Джоан Роулинг.
В 2019 году сыграла одну из двух главных женских ролей в художественном фильме «Животные» вместе с Алией Шокат. Фильм основан на романе Эммы Джейн Ансуорт, которая также написала сценарий. Режиссёром фильма выступила Софи Хайд, а съёмки проходили в Дублине. В 2019—2022 годах играла инспектора Рэйчел Кири в конспирологическом триллере BBC «Захват».

## Личная жизнь

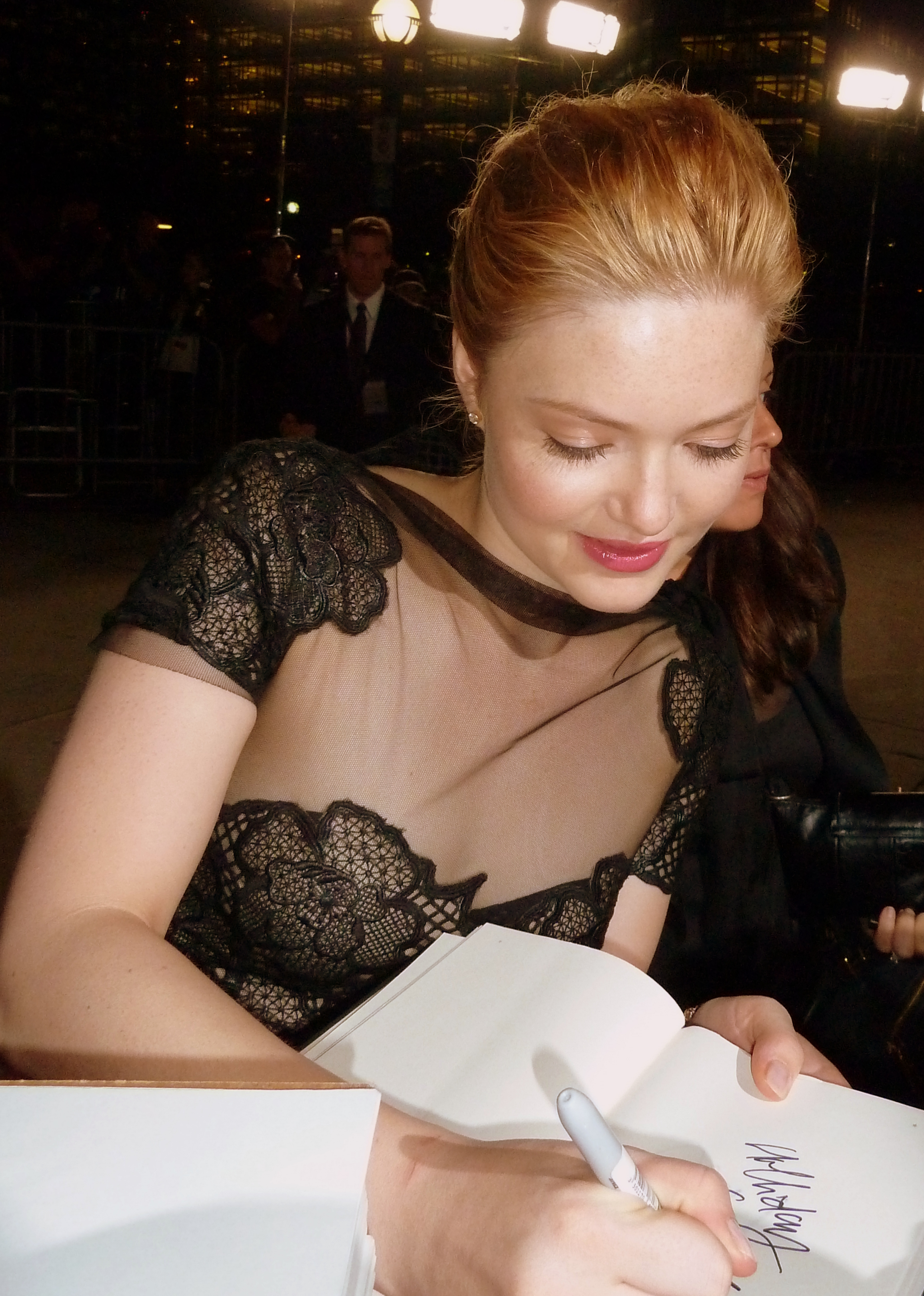

С 2015 года Грейнджер и актёр Гарри Тредэвэй состоят в отношениях. В мае 2021 года у них родились близнецы.

## Фильмография
| Год          |     | Русское название                 | Оригинальное название            | Роль                  |
| ------------ | --- | -------------------------------- | -------------------------------- | --------------------- |
| 1997         | тф  | Пропавший почтальон              | The Missing Postman              | Гарриет               |
| 1994—1997    | с   | На фронте Престона без перемен   | All Quiet on the Preston Front   | Кирсти                |
| 2000         | с   |                                  | Comin’, Atcha!                   | Полин                 |
| 1998—2000    | с   |                                  | Roger and the Rottentrolls       | Кейт Беккет           |
| 2000         | с   | Катастрофа                       | Casualty                         | Хейти Стоппард        |
| 2000         | тф  |                                  | Daddyfox                         | юная Мэгги Ричардсон  |
| 2001         | с   | Дэлзил и Пэскоу                  | Dalziel And Paskoe               | Никола Кроули         |
| 2001         | с   | Врачи                            | Doctors                          | Нита Хармер           |
| 2002         | мтф | Спаркхаус                        | Sparkhouse                       | Лиза Болтон           |
| 2003         | с   | По-королевски                    | The Royal                        | Кэрол Грин            |
| 2003—2005    | с   | Там, где сердце                  | Where the Heart Is               | Меган Бут             |
| 2003         | тф  |                                  | The Illustrated Mum              | Стар Уэстуорд         |
| 2005         | с   |                                  | No Angels                        | Симона                |
| 2005         | с   | Врачи                            | Doctors                          | Холли Ливис           |
| 2005         | тф  | Великолепная семёрка             | Magnificent 7                    | Луиза Джексон         |
| 2006         | мтф | Джонни и бомба                   | Johnny and the Bomb              | Роуз Бушелл           |
| 2006         | с   | Новый закон улиц                 | New Street Law                   | Кейти Льюис           |
| 2007         | тф  | Дневник плохой мамаши            | The Bad Mother’s Handbook        | Чарли Купер           |
| 2007         | с   | Улица Ватерлоо                   | Waterloo Road                    | Стейси Эпплярд        |
| 2008         | с   | Секретные агенты                 | M.I.High                         | Лия Ретсем            |
| 2008         | с   |                                  | The Royal Today                  | Эбигейл               |
| 2008         | мтф | Сказки для взрослых              | Fairy Tales                      | Лиза Груфф            |
| 2008         | тф  |                                  | Dis/Connected                    | Дженни                |
| 2008         | с   | Воскрешая мёртвых                | Waking the Dead                  | Никола Беннет         |
| 2008         | с   | Мерлин                           | Merlin                           | София                 |
| 2009         | ф   | Ушедшее время                    | Awaydays                         | Молли                 |
| 2009         | с   | Демоны                           | Demons                           | Руби                  |
| 2009         | тф  |                                  | Mark’s Brilliant Blog            | Мэри                  |
| 2009         | с   | Робин Гуд                        | Robin Hood                       | Мэг                   |
| 2009         | с   | Отдел мокрых дел                 | Blue Murder                      | Джесс Бёрджесс        |
| 2009         | ф   | Книга скаутов для мальчиков      | The Scouting Book For Boys       | Эмили                 |
| 2010         | с   | Вне подозрений                   | Above Suspicion                  | Шэрон Билкин          |
| 2010         | мтф | Блудные дочери                   | Five Daughters                   | Элис                  |
| 2010         | тф  | Стэнли Парк                      | Stanley Park                     | «Грязная» Дебби       |
| 2010         | кор | Колетт                           | Colette                          | Колетт                |
| 2010         | с   | Сердце всякого человека          | Any Human Heart                  | Тесс Скабиус          |
| 2011—2013    | с   | Борджиа                          | The Borgias                      | Лукреция Борджиа      |
| 2011         | ф   | Джейн Эйр                        | Jane Eyre                        | Диана Риверс          |
| 2012         | кор | Рэйчел                           | Rachael                          | Саманта               |
| 2012         | ф   | Милый друг                       | Bel Ami                          | Сюзанна Вальтер       |
| 2012         | ф   | Анна Каренина                    | Anna Karenina                    | баронесса             |
| 2012         | ф   | Большие надежды                  | Great Expectations               | Эстелла               |
| 2013         | мтф | Бонни и Клайд                    | Bonnie and Clyde                 | Бонни Паркер          |
| 2014         | кор | Гоблин                           | Goblin?                          | Элизабет              |
| 2014         | ф   | Клуб бунтарей                    | The Riot Club                    | Лорен                 |
| 2015         | ф   | Золушка                          | Cinderella                       | Анастасия Тремейн     |
| 2015         | тф  | Любовник леди Чаттерлей          | Lady Chatterley’s Lover          | Констанция Чаттерлей  |
| 2016         | ф   | И грянул шторм                   | The Finest Hours                 | Мириам Уэббер         |
| 2016         | кор | Дом                              | Home                             | Холли                 |
| 2017 — н. в. | с   | Страйк                           | Strike                           | Робин Эллакотт        |
| 2017         | кор | Робот и Пугало                   | Robot And Scarecrow              | Робот                 |
| 2017         | ф   | Моя кузина Рэйчел                | My Cousin Rachel                 | Луиза                 |
| 2017         | ф   | Тюльпанная лихорадка             | Tulip Fever                      | Мария                 |
| 2017         | с   | Электрические сны Филипа К. Дика | Philip K. Dick’s Electric Dreams | Онор                  |
| 2018         | с   | Патрик Мелроуз                   | Patrick Melrose                  | Бриджет Уотсон Скотт  |
| 2018         | ф   | Расскажи это пчёлам              | Tell It to the Bees              | Лидия Уикс            |
| 2019         | ф   | Животные                         | Animals                          | Лаура                 |
| 2019—2022    | с   | Захват                           | The Capture                      | инспектор Рэйчел Кэри |
| 2022         | с   | Импактная зима                   | Impact Winter                    | Дарси Данрейвен       |
| 2024         | ф   | Звездное сияние                  | Halo of Stars                    | Эмм                   |
| 2024         | с   |                                  | Playdate                         |                       |
| 2025         | ф   | Микки 17                         | Mickey 17                        | Джемма                |